# Chiesa di Sant'Antonio a Tarsia
La chiesa di Sant'Antonio a Tarsia è una chiesa monumentale di Napoli; si erge nell'omonima piazzetta.
La struttura venne edificata nel 1550 sul terreno donato da Evangelista Perrone al capitolo di San Giovanni in Laterano affinché venisse eretta una primitiva chiesa dedicata a Santissima Maria del Soccorso. In seguito, il suolo dove fu eretta questa chiesa venne concesso ai padri francescani, i quali, nel 1559 vi eressero un nuovo convento e di conseguenza un nuovo tempio; quest'ultimo era dedicato allo Spirito Santo. La chiesa ben presto venne soprannominata come "Spiritosantiello" poiché, nelle sue vicinanze si ergeva già una basilica sotto questo nome.
L'immagine sacra di Sant'Antonio di Padova, posta all'interno, indusse al popolo ad attribuirle la denominazione odierna.
La chiesa ha subito rilevanti rimaneggiamenti nella prima metà del XVIII secolo. Gli stucchi sulla facciata sono di Angelo Viva; la pregevole statua marmorea di Sant'Antonio è stata creata da Francesco Pagano. Il pavimento maiolicato del 1739 è opera di Donato Massa, mentre nella sacrestia sono conservate ulteriori opere: La Sacra Famiglia di Andrea Vaccaro e La Pentecoste di Andrea Miglionico.